# Aizarna

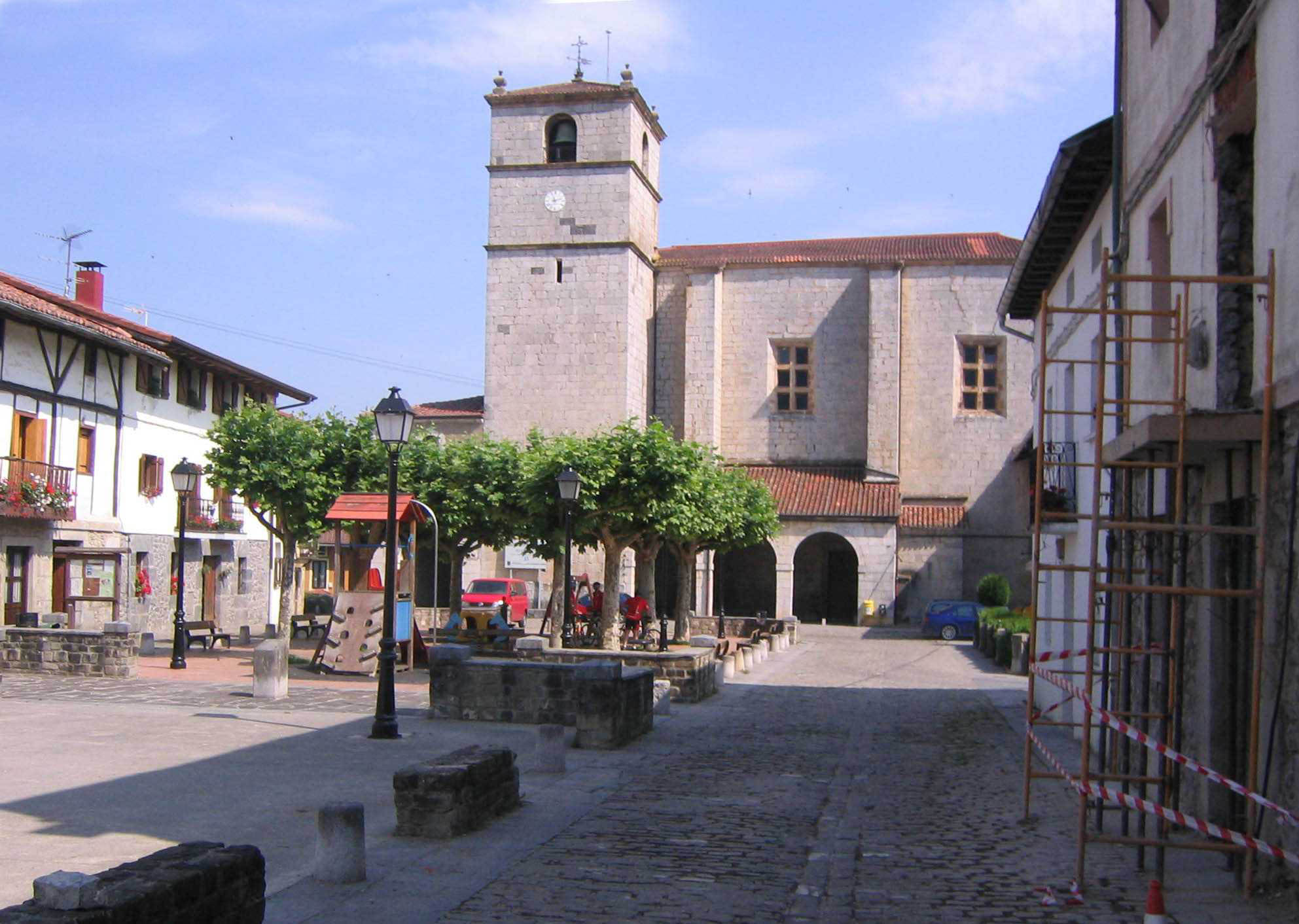
Plaza de Aizarna, con la iglesia de Nuestra Señora de la Asunción.

Aizarna es un barrio de la localidad guipuzcoana de Cestona en el País Vasco. Se considera uno de los pueblos más antiguos del territorio guipuzcoano.
Está situado en el valle del mismo nombre sobre las laderas del monte Ertxiña de 434 metros de altitud perteneciente al macizo del Hernio en una antigua encrucijada de caminos, hoy relegados. Aquí se cruzaban la calzada de la costa con la que unía Navarra con los pueblos de Guetaria y Zumaya. 
Se accede por la carretera GI-317 que se superpone al Camino Real del siglo XVIII.

## Historia
La referencia documental más antigua hallada sobre esta población data 1212 y está recogida en un documento de 1303 en el cual aparece con el nombre de "Aycarna". En 1383 recibió la carta puebla dada por el rey Juan I de Castilla en Segovia.
En el siglo XIV de Aizarna se fundó Cestona, entonces Santa Cruz de Cestona a las orillas del Urola. Este asentamiento, pasado el tiempo, llegaría a ser el núcleo principal del municipio convirtiendo al núcleo original en un barrio.

## Monumentos
- La iglesia de Nuestra Señora de la Asunción es gótica con una buena portada que tiene como pieza central una talla de la virgen. El aspecto de la iglesia es soberbio y severo con una formidable torre de sillería en piedra caliza. En el interior destaca el arco campanil que recoge una extraña labra antropomórfica. La tradición señala que esta iglesia fue templaria. En frente a la misma esta la ermita de Santa Cruz.

- La ermita de Santa Engracia situada en una pequeña colina que domina toda la comarca, es un edificio sencillo que mantiene la portada ojival de otro anterior destruido por un rayo. Al pie de la ermita esta el humilladero de la virgen y en la ermita tiene su sede la Cofradía de santa Engracia desde el año 1600. Cerca de la ermita esta la venta del mismo nombre y desde este lugar parte la ruta hacia la cima del Hernio, el monte curandero de Guipúzcoa.